# Centre international de liaison des écoles de cinéma et de télévision
Le Centre international de liaison des écoles de cinéma et de télévision (CILECT), est une association internationale regroupant les principales écoles de cinéma et de télévision dans le monde. Elle a été fondée à Cannes, en France, en mai 1955, à l'initiative de l'IDHEC, actuelle Fémis.
Son objectif est de fournir un moyen d'échange d'idées entre les écoles membres et de les aider à comprendre l'avenir de l'enseignement en cinéma, télévision et des médias alternatifs. Le CILECT se consacre à la création, au développement et au maintien de la coopération régionale et internationale entre ses écoles membres, et à l'encouragement de la formation cinématographique et télévisuelle dans le monde.

## Organisations régionales
- Le Groupement européen des écoles de cinéma et de télévision ( GEECT ) est l'organisation des membres européens du CILECT, comprenant également des écoles en Israël, au Liban et en Géorgie ;
- CILECT Ibero América (CIBA) est l'organisation des écoles de cinéma latino-américaines et luso-hispaniques du CILECT ;
- CILECT Asie-Pacifique (CAPA) est l'organisation régionale des écoles membres du CILECT dans la région Asie-Pacifique ;
- CILECT Africa Regional Association (CARA) est l'organisation régionale des écoles membres du CILECT en Afrique ;
- L'association régionale nord-américaine (ANC) du CILECT est l'organisation régionale des écoles membres du CILECT au Canada et aux États-Unis.

## Établissements membres

### Belgique
- Institut national supérieur des arts du spectacle et techniques de diffusion (INSAS), Bruxelles
- Institut des arts de diffusion (IAD), Louvain-la-Neuve
- LUCA School of Arts, Bruxelles
- Académie royale des beaux-arts de Gand (KASK), Gand
- RITCS, Erasmushogeschool Brussel, Bruxelles

### Canada
- Sheridan College, Brampton
- Université métropolitaine de Toronto, Toronto
- École des Médias de l'Université du Québec à Montréal, Montréal
- Université York, Toronto
- Institut national de l'image et du son (INIS), Montréal (membre partenaire)

### France
- La Fémis, Paris
- École nationale supérieure Louis Lumière (ENS Louis Lumière), Saint-Denis
- École nationale supérieure de l'audiovisuel (ENSAV), Toulouse
- École supérieure de réalisation audiovisuelle (ESRA), Paris
- Institut national de l'audiovisuel (INA SUP), Bry-sur-Marne
- Institut international de l'image et du son (3IS), Élancourt
- École supérieure d'études cinématographiques (ESEC), Paris
- Conservatoire libre du cinéma français (CLCF), Paris
- Ateliers Varan, Paris.

### Ailleurs dans le monde
- La Famu à Prague
- Deutsche Film-und Fernsehakademie à Berlin (DFFB)
- Film and Television Institute of India (FTII)